# 93식 공대함 미사일
93식 공대함 미사일은 일본이 보유하고 있는 공대함 미사일이다. 비행기에서 발사되어 수상함을 격침시킨다.

## 같이 보기
- 하푼 미사일
- 80식 공대함 미사일
- ASM-3
- 88식 지대함 미사일
- 90식 함대함 미사일
- 대함 미사일